# 香港文联
香港文联 全称 中国文学艺术界联合会香港会员总会，是香港特别行政区的带有官方背景的文艺家协会之一。接受总部位于北京的中国文联总会的指导但无隶属关系。香港文聯享有推選中國文聯全國代表大會代表、推薦中國文聯所屬全國文藝家協會新會員、參加中國文聯開展的工作和活動（包括但不限於中國文聯和所屬全國文藝家協會舉辦的全國性會議、演出、展覽、培訓、評獎表彰、學術研討、志願服務、國際交流等）等權利，并下辖中国文联所属14家文藝家協會的香港分会。中国文联在香港的会员也是香港文联的当然会员。

## 下辖协会
- 中國作家協會香港會員分會
- 中國戲劇家協會香港會員分會
- 中國音樂家協會香港會員分會
- 中國電影家協會香港會員分會
- 中國電視藝術家協會香港會員分會
- 中國曲藝家協會香港會員分會
- 中國攝影家協會香港會員分會
- 中國舞蹈家協會香港會員分會
- 中國民間文藝家協會香港會員分會
- 中國雜技家協會香港會員分會
- 中國美術家協會香港會員分會
- 中國書法家協會香港會員分會
- 中國文藝評論家協會香港會員分會
- 中國文藝志願者協會香港會員分會